# 알레스 산드루
알레스 산드루 로부 시우바(포르투갈어: Alex Sandro Lobo Silva, 1991년 1월 26일 ~ )는 브라질의 축구 선수로, 포지션은 왼쪽 풀백이다. 현재 브라질 캄페오나투 세리 A의 플라멩구 소속이다.

## 클럽 경력
아틀레치쿠 파라나엔시 유소년 팀에서 좋은 모습을 보이자 2008년 10월 17세의 나이로 1군 팀에 합류하였고 18일 인테르나시오날과의 경기에서 데뷔전을 치렀다. 2009년 1월 25일 히우브랑쿠 SC와의 경기에서 데뷔골을 기록하였다. 2010년 산투스로 2년 계약으로 임대 이적하였으며 아틀레치쿠 파라나엔시는 알레스 산드루의 소유권을 우루과이의 클럽 데포르티보 말도나도에 판매하였다.
2011년 7월 23일 FC 포르투는 데포르테보 말도나도에 960만 유로의 이적료를 지급하고 알레스 산드루를 영입하였다.
2015년 8월 20일 유벤투스로 이적하였다.

## 국가대표 경력
브라질의 각 급 대표팀을 거쳐 2011년 11월 14일 이집트와의 친선 경기에서 A매치 데뷔전을 치렀다.
2012년엔 런던 올림픽 남자 축구 부문에 출전하여 은메달을 획득하였다.

## 출전 통계
| 클럽       | 시즌    | 출전 | 득점 |
| ---------- | ------- | ---- | ---- |
| 파라나엔시 | 2008    | 1    | 0    |
| 파라나엔시 | 2009    | 24   | 1    |
| 파라나엔시 | 소계    | 25   | 1    |
| 산투스     | 2010    | 29   | 3    |
| 산투스     | 2011    | 24   | 0    |
| 산투스     | 소계    | 53   | 3    |
| 포르투     | 2011-12 | 12   | 1    |
| 포르투     | 2012-13 | 36   | 1    |
| 포르투     | 2013-14 | 48   | 0    |
| 포르투     | 2014-15 | 40   | 1    |
| 포르투     | 2015-16 | 1    | 0    |
| 포르투     | 소계    | 137  | 3    |
| 유벤투스   | 2015-16 | 32   | 2    |
| 유벤투스   | 2016-17 | 43   | 3    |
| 유벤투스   | 2017-18 | 39   | 4    |
| 유벤투스   | 2018-19 | 43   | 1    |
| 유벤투스   | 2019-20 | 41   | 1    |
| 유벤투스   | 2020-21 | 34   | 2    |
| 유벤투스   | 2021-22 | 40   | 2    |
| 유벤투스   | 2022-23 | 37   | 0    |
| 유벤투스   | 2023-24 | 18   | 1    |
| 유벤투스   | 소계    | 327  | 16   |

## 수상

#### 산투스 FC
- 코파 두 브라실 : 2010
- 코파 리베르타도레스 : 2011
- 캄페오나투 파울리스타 : 2010, 2011

#### FC 포르투
- 프리메이라리가 : 2011–12, 2012–13
- 수페르타사 칸디두 데 올리베이라 : 2013

#### 유벤투스 FC
- 세리에 A : 2015–16, 2016–17, 2017–18, 2018–19, 2019–20
- 코파 이탈리아 : 2015–16, 2016–17, 2017–18, 2020–21, 2023-24
- 수페르코파 이탈리아나 : 2018

#### 브라질
- 남미 U-20 선수권 대회 : 우승 (2011)
- FIFA U-20 월드컵 : 우승 (2011)
- 올림픽 축구 : 은메달 (2012)
- 코파 아메리카 : 2019

### 개인
- 세리에 A 올해의 팀 : 2016–17, 2017–18
- FIFPRO 월드 11 후보 : 2019